# مارغريت وارنر مورلي
مارغريت وارنر مورلي (بالإنجليزية: Margaret Warner Morley)‏ هي كاتبة علم أمريكية، ولدت في 17 فبراير 1858، وتوفيت في 12 ديسمبر 1923 في واشنطن العاصمة في الولايات المتحدة.

## معرض صور

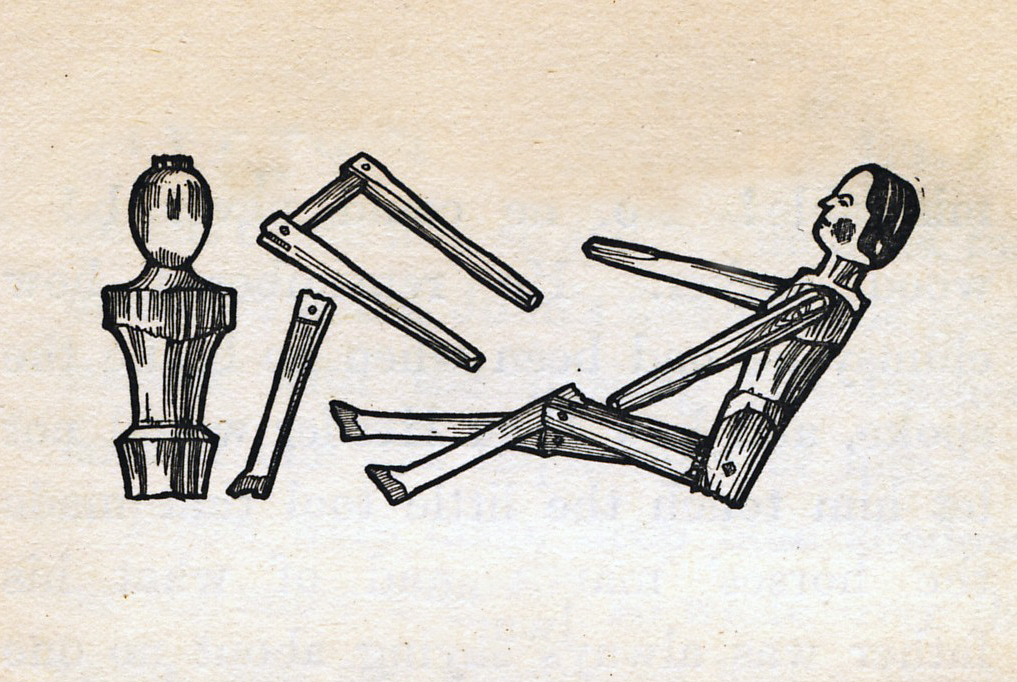
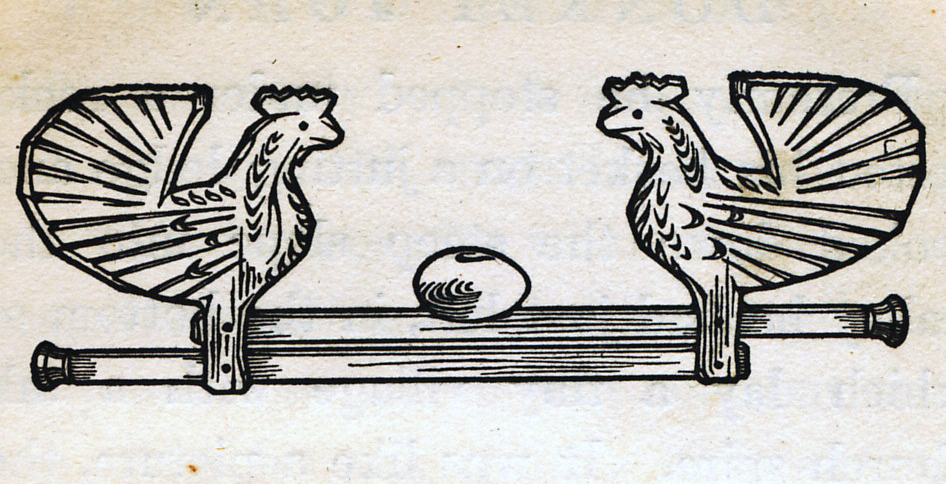
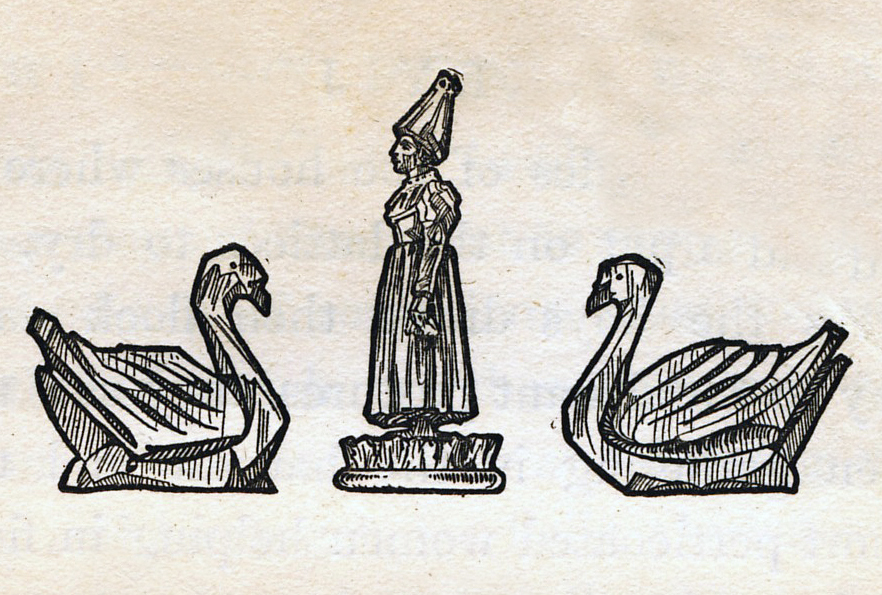

## وصلات خارجية
- مارغريت وارنر مورلي على موقع الموسوعة البريطانية (الإنجليزية)